# Аквариумные растения

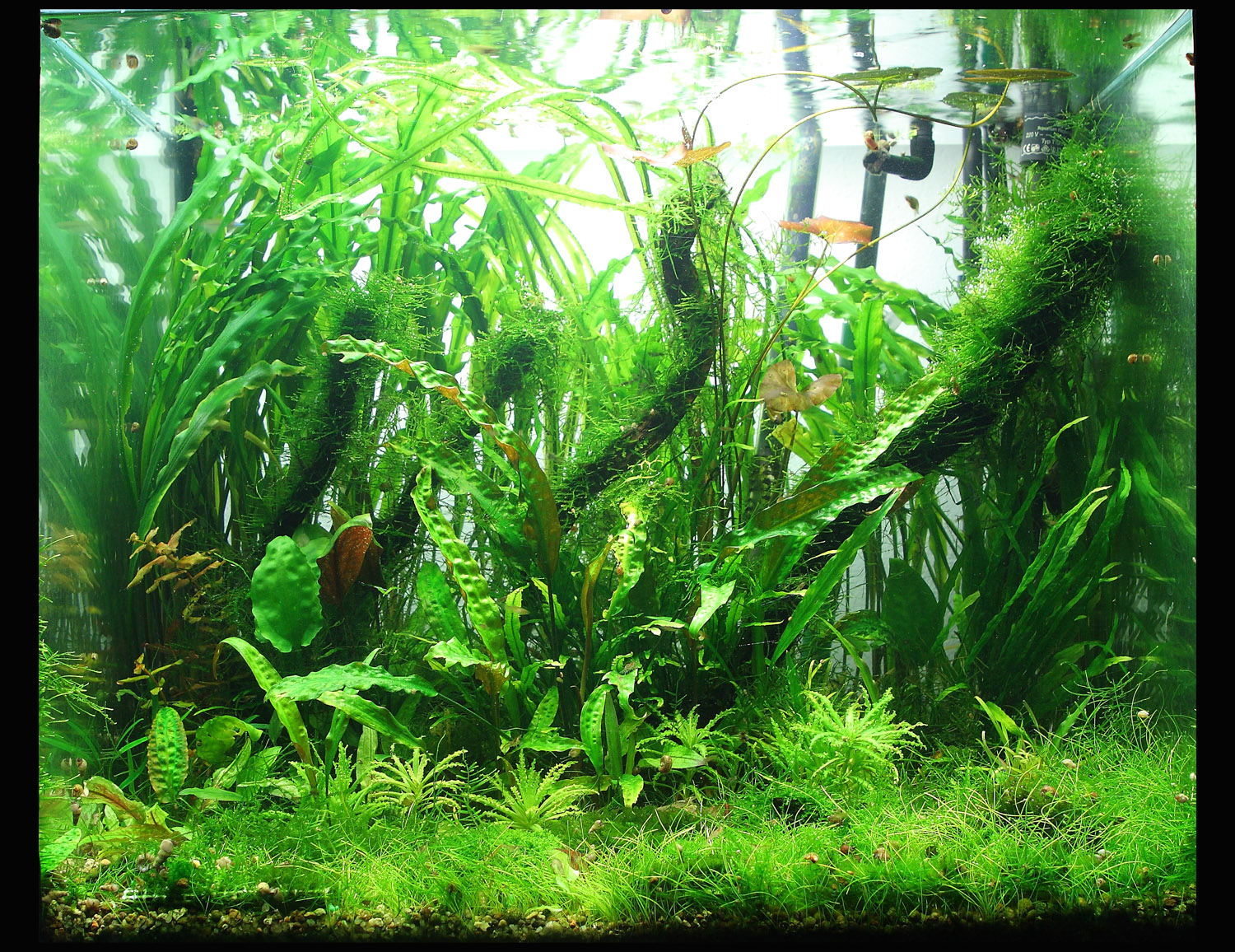
Подводный сад в аквариуме

Аква́риумные растения — водные растения, культивируемые в пресноводном аквариуме. Большинство из них имеют тропическое и субтропическое происхождение, и являются болотными или прибрежными (гидрофитами), то есть способными существовать как в полностью погружённом в воду состоянии, так и значительно возвышаться над поверхностью воды (как в палюдариуме). Основную часть аквариумных растений составляет отдел цветковых растений, также встречаются немногочисленные представители мхов и папоротниковидных.
Водоросли, за редким исключением, являются вредителями аквариумных растений и аквариума в целом.

## Классификация
Первая группа — растения, обитающие на дне аквариума или у поверхности воды (Мохообразные: Гипновые, Риччиевые, Родниковые).
Вторая группа — свободно плавают в толще или у поверхности воды, как правило не закреплены в грунте (Пузырчатковые, Роголистниковые, Росянковые, Рясковые).
Третья группа — свободно плавают на поверхности воды (Азолла, Водокрасовые, Понтедериевые, Сальвиниевые).
Четвёртая группа — растут на дне, цветут под водой (Заникеллиевые, Наяда) или выносят на поверхность воды только цветочные стебли с цветками (Валлиснерия, Водяные лютики, Уруть).
Пятая группа — растут в грунте, образуют листья и цветки, плавающие на поверхности воды (Апоногетоновые, Кувшинковые).
Шестая группа — болотные и прибрежные растения, сильно возвышающиеся над поверхностью воды (Ароидные [Криптокорина], Осоковые, Частуховые [Эхинодорус]).

## Примеры растений
См. также Категория: Аквариумные растения
Цветковые
- Апоногетон
- Бакопа
- Валлиснерия
- Гигрофила
- Кабомба
- Криптокорина
- Перистолистник
- Роголистник
- Эхинодорус

Папоротниковидные
- Марсилия четырёхлистная
- Папоротник крыловидный (таиландский[5])
- Сальвиния плавающая
- Цератоптерис василистниковидный
- Цератоптерис рогатый (Водяная капустка).

Мхи
Риччия плавающая, Фонтиналис (Водяной мох), Яванский мох, Рождественский мох.
Водоросли
Шаровидная кладофора используется в общем аквариуме как декоративный элемент и биофильтр. Харовые водоросли нителла (блестянка) и хара (топняк) культивируют отдельно от растений, например, они хорошо подходят для откладывания икры и как убежище для мальков в нерестовом и выростном аквариумах, а также являются кормом для рыб.

## Условия содержания
Как и все живые организмы, растения требуют определённых условий содержания для своего благополучного существования. Необходимо учитывать: качество аквариумного грунта и наличие в нём необходимых для питания растений микроэлементов (удобрений), степень и режим освещения, температуру воды, жёсткость и уровень кислотности, уровень углекислого газа и кислорода.
Размеры аквариума
Подходящие размеры аквариума для содержания растений являются такими, когда ширина аквариума примерно равна высоте, то есть при увеличении высоты аквариума соответственно должна увеличиваться и его ширина для сохранения достаточной площади поверхности воды. Наилучшие условия обеспечивает аквариум, в котором ширина больше высоты. Это необходимо для хорошего проникновения атмосферного кислорода в толщу воды, особенно в её придонные слои. Также, достаточная ширина аквариума обеспечивает большую площадь посадки растений и возможность создания глубокой зрительной перспективы.